# فرودگاه سیچار
فرودگاه سیچار (به انگلیسی: Silchar Airport) (به زبان بومی: Kumbhirgram Air Force Base) یک فرودگاه همگانی با کد یاتا IXS است که یک باند فرود آسفالت دارد و طول باند آن ۱۸۲۷ متر است. این فرودگاه در کشور هند قرار دارد و در ارتفاع ۱۰۷ متری از سطح دریا واقع شده‌است.

## شرکت‌های هواپیمایی و مقصدهای پروازی
| شرکت‌های هواپیمایی | مقصدهای پروازی                                   |
| ----------------- | ------------------------------------------------ |
| ایر ایندیا        | نتاجی سبهاش چندر بوس                             |
| اسپایس‌جت          | لوکپریرا گوپیناز بوردولوئی، نتاجی سبهاش چندر بوس |